# Nicola Marinangeli
Nicola Marinangeli, né le 14 mai 2003 à Foligno, est un pilote automobile italien. En 2025, il participe au championnat de Formule 3 FIA avec AIX Racing.

## Biographie

### Formule 4

#### 2018
Marinangeli commence sa carrière en 2018 dans le championnat italien de Formule 4 avec DR Formula, lors de la dernière épreuve de la saison, disputée au Mugello. Il se classe 22e du championnat.

#### 2019
L'Italien s'engage en suite avec Xcel Motorsport dans le championnat des Emirats arabes unis de Formule 4 2019. Marinangeli termine cependant dernier du championnat avec 37 points, et est l'un des seuls pilotes à ne pas être monté sur le podium au cours de la saison.
Il s'engage ensuite à temps complet dans le championnat d'Italie de Formule 4 avec Bhai Tech Racing. Il ne marque aucun point et termine vingt-neuvième du championnat.

#### 2020
En janvier 2020, Marinangeli participe de nouveau au championnat des Émirats arabes unis de Formule 4. Il remporte une victoire et termine cinquième du championnat.

### Formule Renault Eurocup
L'italien s'engage Bhaitech Racing en Formule Renault Eurocup. Il ne marque qu'un seul point et est devancé au championnat par ses deux coéquipiers.

### Championnat d'Europe de Formule Régionale

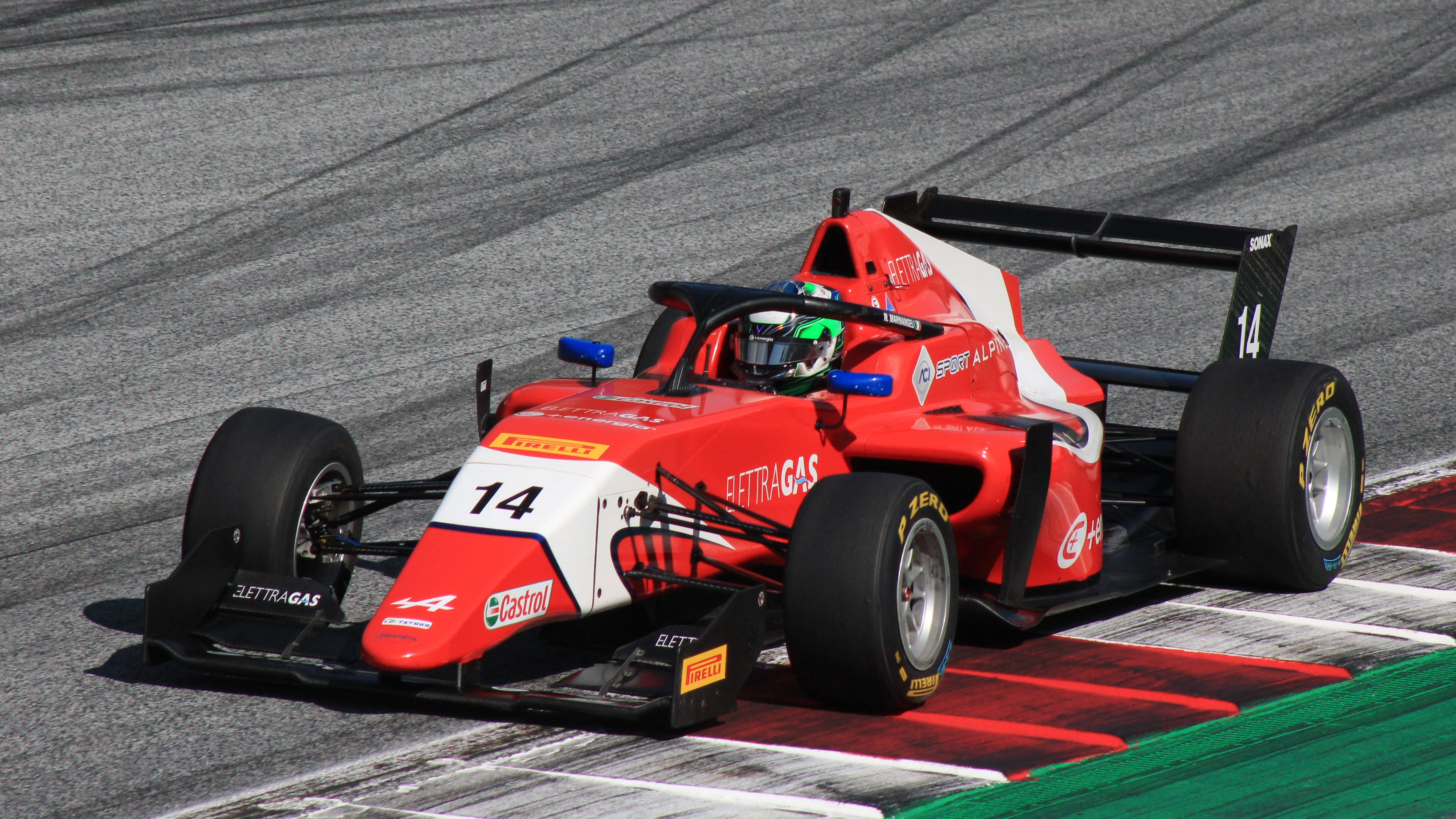
Nicola Marinangeli en Formule Régionale en 2021 à Spielberg.

En 2020, Marinangeli fait ses débuts dans le championnat d'Europe de Formule Régionale avec KIC Motorsport à Imola. Lors des cinq courses qu'il dispute, l'Italien marque six points. Il termine 17e et dernier du championnat.
Il rejoint Arden Motorsport pour la saison 2021, aux côtés d'Alex Quinn et de William Alatalo. L'italien ne marque cependant aucun point et termine trentième du championnat.

### Championnat d'Euroformula Open
En février 2022, Marinangeli rejoint l'équipe néerlandaise Van Amersfoort Racing en Euroformula Open.

### Grand Tourisme

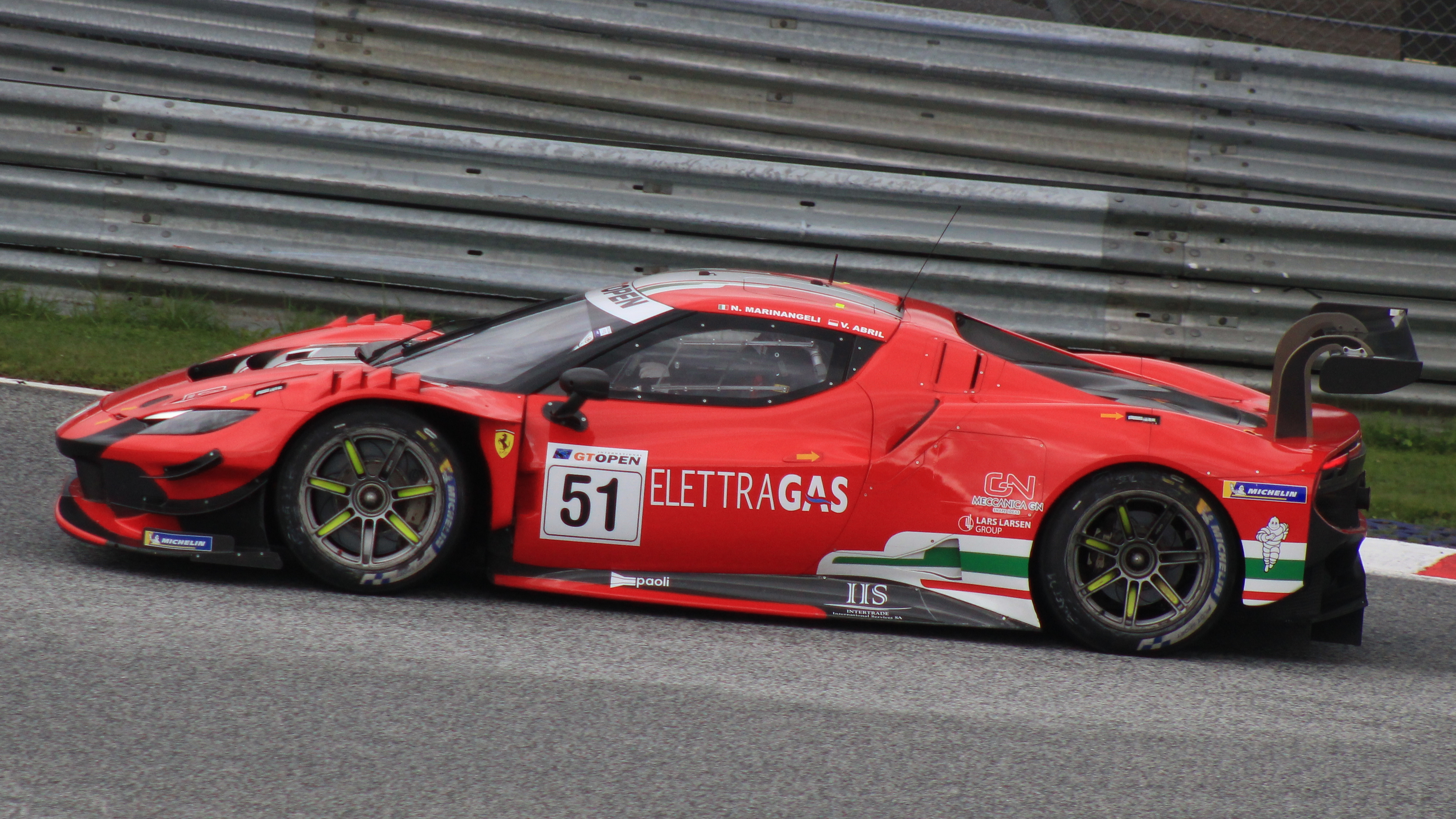
Nicola Marinangeli en International GT Open en 2024 à Spielberg.

Marinangeli fait ses débuts en Grand Tourisme fin 2022, en participant à deux manches du Ferrari Challenge Europe, au Mugello et à Imola.
L'année suivante, l'Italien rejoint AF Corse en International GT Open, aux côtés de Riccardo Agostini. Il est également engagé aux côtés de Sean Hudspeth dans la catégorie Silver Cup du GT World Challenge Europe Sprint Cup.

### Championnat de Formule 3 FIA

#### 2021
En novembre 2021, l'Italien effectue des tests pour Charouz Racing System lors des deux derniers jours des essais d'après-saison de Formule 3 FIA.

#### 2025
Le 17 février 2025, Marinangeli annonce qu'il rejoint le championnat de Formule 3 FIA 2025, après une période d'inactivité en monoplace, avec AIX Racing.

## Résultats en carrière

### Résultats en monoplace
| Saison | Championnat                                      | Écurie                | Courses | Victoires | Pole positions | Meilleurs tours | Podiums | Points | Classement |
| ------ | ------------------------------------------------ | --------------------- | ------- | --------- | -------------- | --------------- | ------- | ------ | ---------- |
| 2018   | Championnat d'Italie de Formule 4                | DR Formula            | 3       | 0         | 0              | 0               | 0       | 0      | 43e        |
| 2019   | Championnat des Émirats arabes unis de Formule 4 | Xcel Motorsport       | 15      | 0         | 0              | 0               | 0       | 37     | 11e        |
| 2019   | Championnat d'Italie de Formule 4                | Bhaitech Racing       | 20      | 0         | 0              | 0               | 0       | 0      | 29e        |
| 2019   | Formula 4 UAE Trophy Round                       | Xcel Motorsport       | 2       | 0         | 0              | 1               | 1       | N/A    | 4e         |
| 2020   | Championnat des Émirats arabes unis de Formule 4 | Xcel Motorsport       | 19      | 1         | 1              | 1               | 9       | 202    | 5e         |
| 2020   | Formula Renault Eurocup                          | Bhaitech Racing       | 16      | 0         | 0              | 0               | 0       | 1      | 21e        |
| 2020   | Formule Régionale Europe                         | KIC Motorsport        | 5       | 0         | 0              | 0               | 0       | 6      | 17e        |
| 2021   | Championnat d'Asie de Formule 3                  | Motorscape            | 15      | 0         | 0              | 0               | 0       | 0      | 21e        |
| 2021   | Formule Régionale Europe                         | Arden Motorsport      | 20      | 0         | 0              | 0               | 0       | 0      | 30e        |
| 2022   | Formule Régionale Asie                           | Evans GP              | 15      | 0         | 0              | 0               | 0       | 1      | 24e        |
| 2022   | Formule Régionale Europe                         | Monolite Racing       | 8       | 0         | 0              | 0               | 0       | 0      | 38e        |
| 2022   | Euroformula Open                                 | Van Amersfoort Racing | 8       | 0         | 0              | 0               | 0       | 36     | 12e        |
| 2025   | Formule 3 FIA                                    | AIX Racing            | 17      | 0         | 0              | 0               | 0       | 0      | 35e        |

### Résultats en Grand Tourisme
| Saison    | Championnat                                     | Écurie                   | Courses | Victoires | Poles positions | Meilleurs tours | Podiums | Points | Classement |
| --------- | ----------------------------------------------- | ------------------------ | ------- | --------- | --------------- | --------------- | ------- | ------ | ---------- |
| 2022      | Ferrari Challenge Europe - Trofeo Pirelli (Pro) | Chiuini De Poi – Perugia | 4       | 0         | 0               | 0               | 0       | 16     | 9e         |
| 2023      | GT World Challenge Europe Sprint Cup            | AF Corse                 | 10      | 0         | 0               | 0               | 0       | 0      | n.c        |
| 2023      | GT World Challenge Europe Sprint Cup - Silver   | AF Corse                 | 10      | 0         | 2               | 0               | 1       | 55     | 6e         |
| 2023      | International GT Open                           | AF Corse                 | 13      | 1         | 0               | 0               | 3       | 90     | 6e         |
| 2023-2024 | Asian Le Mans Series - GT                       | Dragon Racing            | 3       | 0         | 0               | 0               | 0       | 0      | 30e        |
| 2024      | International GT Open                           | AF Corse                 | 14      | 2         | 0               | 0               | 5       | 104    | 3e         |
| 2024-2025 | Asian Le Mans Series - GT                       | Dragon Racing            | 4       | 0         | 0               | 0               | 0       | 0      | n.c        |

* Saison en cours.

### Résultats en championnat des Émirats arabes unis de Formule 4
(Les courses en gras indiquent une pole position) (les courses en italique indiquent un meilleur tour)
| Saison | Ecurie          | 1        | 2        | 3        | 4        | 5        | 6          | 7         | 8          | 9          | 10       | 11         | 12         | 13       | 14        | 15       | 16       | 17        | 18         | 19       | 20         | Classement | Points |
| ------ | --------------- | -------- | -------- | -------- | -------- | -------- | ---------- | --------- | ---------- | ---------- | -------- | ---------- | ---------- | -------- | --------- | -------- | -------- | --------- | ---------- | -------- | ---------- | ---------- | ------ |
| 2019   | Xcel Motorsport | DUB1 1 9 | DUB1 2 8 | DUB1 3 9 | DUB1 4 8 | YMC1 1 9 | YMC1 2 Abd | YMC1 3 10 | YMC1 4 10  | DUB2 1 Abd | DUB2 2 8 | DUB2 3 10  | DUB2 4 Ret | YMC2 1 8 | YMC2 2 Np | YMC2 3 7 | YMC2 4 7 | DUB3 1    | DUB3 2     | DUB3 3   | DUB3 4     | 11e        | 37     |
| 2020   | Xcel Motorsport | DUB1 1 3 | DUB1 2 3 | DUB1 3 2 | DUB1 4 A | YMC1 1 2 | YMC1 2 5   | YMC1 3    | YMC1 4 Abd | YMC2 1 4   | YMC2 2 1 | YMC2 3 Abd | YMC2 4 2   | DUB2 1 5 | DUB2 2    | DUB2 3 9 | DUB2 4 3 | DUB3 1 10 | DUB3 2 Abd | DUB3 3 5 | DUB3 4 Abd | 5e         | 202    |

### Résultats en championnat d'Italie de Formule 4
(Les courses en gras indiquent une pole position) (Les courses en Italiques indiquent un meilleur tour)
| Saison | Ecurie          | 1        | 2        | 3        | 4        | 5        | 6       | 7        | 8         | 9        | 10       | 11       | 12        | 13       | 14       | 15       | 16       | 17        | 18       | 19       | 20       | 21       | 22       | Classement | Points |
| ------ | --------------- | -------- | -------- | -------- | -------- | -------- | ------- | -------- | --------- | -------- | -------- | -------- | --------- | -------- | -------- | -------- | -------- | --------- | -------- | -------- | -------- | -------- | -------- | ---------- | ------ |
| 2019   | Bhaitech Racing | VLL 1 16 | VLL 2 13 | VLL 3 27 | MIS 1 22 | MIS 2 29 | MIS 3 A | HUN 1 14 | HUN 2 Abd | HUN 3 19 | RBR 1 24 | RBR 2 24 | RBR 3 Abd | IMO 1 15 | IMO 2 27 | IMO 3 21 | IMO 4 17 | MUG 1 Abd | MUG 2 25 | MUG 3 13 | MNZ 1 14 | MNZ 2 27 | MNZ 3 20 | 29e        | 0      |

### Résultats en championnat d'Europe de Formule Régionale
(Les courses en gras indiquent une pole position) (Les courses en Italiques indiquent un meilleur tour)
| Saison | Ecurie           | 1         | 2        | 3         | 4        | 5         | 6         | 7        | 8         | 9        | 10       | 11       | 12        | 13        | 14       | 15       | 16       | 17       | 18       | 19       | 20        | 21       | 22       | 23      | 24      | Classement | Points |
| ------ | ---------------- | --------- | -------- | --------- | -------- | --------- | --------- | -------- | --------- | -------- | -------- | -------- | --------- | --------- | -------- | -------- | -------- | -------- | -------- | -------- | --------- | -------- | -------- | ------- | ------- | ---------- | ------ |
| 2020   | KIC Motorsport   | MIS 1     | MIS 2    | MIS 3     | LEC 1    | LEC 2     | LEC 3     | RBR 1    | RBR 2     | RBR 3    | MUG 1    | MUG 2    | MUG 3     | MNZ 1     | MNZ 2    | MNZ 3    | CAT 1    | CAT 2    | CAT 3    | IMO 1 9  | IMO 2 10  | IMO 3 11 | VLL 1 10 | VLL 2 A | VLL 3 9 | 17e        | 6      |
| 2021   | Arden Motorsport | IMO 1 Abd | IMO 2 18 | CAT 1 Abd | CAT 2 21 | MCO 1 Abd | MCO 2 Abd | LEC 1 25 | LEC 2 Abd | ZAN 1 27 | ZAN 2 28 | SPA 1 26 | SPA 2 Abd | HUN 1 20  | HUN 2 21 | VAL 1 31 | VAL 2 18 | MUG 1 30 | MUG 2 28 | MNZ 1 17 | MNZ 2 Abd |          |          |         |         | 30e        | 0      |
| 2022   | Monolite Racing  | MNZ 1     | MNZ 2    | IMO 1     | IMO 2    | MCO 1     | MCO 2     | LEC 1    | LEC 2     | ZAN 1    | ZAN 2    | HUN 1    | HUN 2     | SPA 1 Abd | SPA 2 26 | RBR 1 23 | RBR 2 25 | CAT 1 30 | CAT 2 27 | MUG 1 29 | MUG 2 31  |          |          |         |         | 38e        | 0      |

### Résultats en championnat de Formule 3 FIA
(Les courses en gras indiquent une pole position) (Les courses en Italiques indiquent un meilleur tour)
| Saison | Ecurie     | 1          | 2          | 3           | 4          | 5       | 6       | 7       | 8       | 9       | 10      | 11      | 12      | 13      | 14      | 15      | 16      | 17      | 18      | 19      | 20      | Classement | Points |
| ------ | ---------- | ---------- | ---------- | ----------- | ---------- | ------- | ------- | ------- | ------- | ------- | ------- | ------- | ------- | ------- | ------- | ------- | ------- | ------- | ------- | ------- | ------- | ---------- | ------ |
| 2025   | AIX Racing | MEL SPR 20 | MEL FEA 27 | BHR SPR Abd | BHR FEA 25 | IMO SPR | IMO FEA | MON SPR | MON FEA | CAT SPR | CAT FEA | RBR SPR | RBR FEA | SIL SPR | SIL FEA | SPA SPR | SPA FEA | HUN SPR | HUN FEA | MNZ SPR | MNZ FEA | 28e*       | 0*     |

* Saison en cours ou à venir

### Résultats en International GT Open
(Les courses en gras indiquent une pole position) (les courses en italique indiquent un meilleur tour)
| Saison | Ecurie   | Voiture         | Catégorie | 1       | 2         | 3       | 4         | 5       | 6       | 7       | 8       | 9       | 10       | 11    | 12      | 13       | 14    | Pos. | Points |
| ------ | -------- | --------------- | --------- | ------- | --------- | ------- | --------- | ------- | ------- | ------- | ------- | ------- | -------- | ----- | ------- | -------- | ----- | ---- | ------ |
| 2023   | AF Corse | Ferrari 296 GT3 | GT-Pro    | PRT 1 5 | PRT 2 9   | SPA 5   | HUN 1 6   | HUN 2 5 | LEC 1 5 | LEC 2 9 | RBR 1 4 | RBR 2 1 | MNZ 1 5  | MNZ 2 | CAT 1 2 | CAT 2 12 |       | 6e   | 90     |
| 2024   | AF Corse | Ferrari 296 GT3 | GT-Pro    | PRT 1 6 | PRT 2 Abd | HOC 1 3 | HOC 2 Abd | SPA 14  | HUN 1 2 | HUN 2 5 | LEC 1 4 | LEC 2 1 | RBR 1 11 | RBR 2 | CAT 1 6 | CAT 2 1  | MNZ 4 | 3e   | 104    |

### Résultats en Asian Le Mans Series
(Les courses en gras indiquent une pole position) (les courses en italique indiquent un meilleur tour)
| Saison    | Ecurie        | Voiture         | Catégorie | 1     | 2     | 3        | 4        | 5        | 6        | Pos. | Points |
| --------- | ------------- | --------------- | --------- | ----- | ----- | -------- | -------- | -------- | -------- | ---- | ------ |
| 2023-2024 | Dragon Racing | Ferrari 296 GT3 | GT-Pro    | SEP 1 | SEP 2 | DUB 14   | YMC 1 12 | YMC 2 12 |          | 30e  | 0      |
| 2024-2025 | Dragon Racing | Ferrari 296 GT3 | GT-Pro    | SEP 1 | SEP 2 | DUB 1 19 | DUB 2 17 | YMC 1 10 | YMC 2 11 | n.c  | 0      |